# 前橋市立桂萱中学校
前橋市立桂萱中学校（まえばししりつ かいがやちゅうがっこう）は、群馬県前橋市上泉町にある公立中学校。

## 所在地
- 群馬県前橋市上泉町175[1]

## 沿革
- 1947年〈昭和22年〉
  - 4月19日 - 勢多郡桂萱村立桂萱中学校として設置。生徒数606人[1]。
  - 4月29日 - 開校式[1]。
- 1949年〈昭和24年〉9月18日 - 上泉町485番地に2階建校舎を新築移転[1]。
- 1954年〈昭和29年〉4月1日 - 前橋市との合併により前橋市立桂萱中学校となる[1]。
- 1957年〈昭和32年〉 - 校旗・校歌（作詩：東宮七男・作曲：岩上行忍）制定[1]。
- 1975年〈昭和50年〉 - 鉄筋コンクリート3階建の南校舎竣工[1]。
- 1977年〈昭和52年〉5月15日 - 東校舎（鉄筋コンクリート4階建）竣工[1]。
- 1979年〈昭和54年〉4月5日 - 北校舎（鉄筋コンクリート3階建）竣工[1]。
- 1982年〈昭和57年〉7月13日 - プール・第二体育館（柔道場・剣道場）落成[1]。
- 1983年〈昭和58年〉
  - 4月1日 - 桂萱中学校・南橘中学校の過密解消のため鎌倉中学校新設。幸塚町・上沖町・下沖町が桂萱中学校の学区から鎌倉中学校の学区となる[1]。
  - 9月 - 上毛電鉄沿線に専用テニスコート新設[1]。
- 1986年〈昭和61年〉10月1日 - 桂萱公民館南に第二運動場新設[1]。

## 教育目標
豊かな徳性と高い知性をもち、心身ともに健康な生徒の育成
- スローガン「心豊かな、自ら学ぶたくましい生徒」
- 知「知を磨き、真理を追求する生徒」
- 徳「美を求め、心豊かな生徒」
- 体「たくましい体力の増強に努める生徒」

## 学区
- 西片貝町一丁目
- 西片貝町二丁目
- 西片貝町三丁目
- 西片貝町四丁目
- 西片貝町五丁目
- 東片貝町
- 上泉町
- 石関町
- 亀泉町
- 荻窪町
- 堀之下町
- 堤町
- 江木町
- 富田町の一部

## 学区の重なる公立小学校
- 前橋市立桂萱小学校（全域）
- 前橋市立桂萱東小学校（全域）
- 前橋市立桃瀬小学校（天川大島町・野中町の一部などの一部も学区外申請により可能となる場合あり）

## 周辺
- 桂萱公民館
- 桂萱市民サービスセンター
- 上毛電気鉄道：上泉駅
- 上毛電気鉄道：片貝駅
- 前橋上泉郵便局
- 群馬県立前橋高等学校
- 前橋市立桂萱小学校
- 群馬県道3号前橋大間々桐生線
- 国土交通省 関東運輸局 群馬運輸支局